# Salvadora Medina Onrubia
Salvadora Medina Onrubia (La Plata, 23 de març de 1894 - Buenos Aires, 20 de juliol de 1972) va ser una narradora, poeta, anarquista i feminista argentina.
Als 15 anys va abraçar la causa del jove anarquista arribat de Rússia, Simón Radowitzky. Després que assassinara al cap de policia de la Capital Federal, Ramón Falcón, va realitzar gestions amb el president Hipólito Yrigoyen demanant-ne l'alliberament. Com que no ho va aconseguir, va ajudar-lo en la fugida. Però després va ser capturat novament, i Salvadora va contribuir a que l'indultaren.
En 1918, comença la seua activitat literària. Va ser col·laboradora de la Nación, El Hogar, Caras y Caretas i altres publicacions. Va ser autora de diverses peces dramàtiques i propulsora del teatre per a nens.
En 1915, es va casar amb Natalio Botana, el creador del diari Crítica, que ella va dirigir entre 1946 i 1951, després de la mort del seu espòs.
Abans, el 1931 José Felix Uriburu va clausurar el diari i va empresonar al matrimoni. Un grup d'intel·lectuals van sol·licitar a Uriburu la seua "magnanimidad" i demanaren l'alliberament atesa la "triple condició de dona, poeta i mare". Però ella no va estar d'acord amb la demanda i des de la presó va manifestar el seu menyspreu a Uriburu.